# Henry Sanhueza
Henry Steven Sanhueza González, (Constitución, Chile, 24 de marzo de 1996) es un futbolista profesional chileno que se desempeña como defensa central y actualmente milita en Curicó Unido de la Primera B de Chile.

## Trayectoria

### Colo-Colo
Hizo su debut oficial con el conjunto albo el 13 de marzo de 2016, en un encuentro válido por la novena fecha del Clausura 2016 ante San Marcos de Arica, partido en el cual recibió tarjeta amarilla a los 60' y jugó los 90'. Posteriormente, el 9 de julio del mismo año, fue titular en el compromiso que enfrentó a Ñublense y Colo-Colo en el marco de la Copa Chile 2016, donde sería reemplazado a los 91' por Gabriel Suazo.

### Deportes Antofagasta
Tras la llegada de Pablo Guede al banco de Colo Colo, los fichajes de Valber Huerta y Felipe Campos y el buen rendimiento de Julio Barroso, Matías Zaldivia y Claudio Baeza, vio disminuidas sus posibilidades de jugar. Por este motivo, y con la esperanza de sumar minutos, fue enviado a préstamo a Deportes Antofagasta con miras al Apertura 2016. Sin embargo, su paso por el club no fue el esperado, ya que durante sus primeros seis meses en la institución ni siquiera recibió una convocatoria. Ya en el Clausura 2017, entró en la nómina de Fernando Vergara, DT del cuadro puma, en cuatro encuentros, ante Universidad de Concepción, Universidad de Chile, Deportes Temuco y Audax Italiano, pero sin ingresar. Finalizado su préstamo, se marchó del club sin haber debutado oficialmente.

### AC Barnechea
Para el segundo semestre de 2017, fue cedido a Barnechea, donde encontró la regularidad que venía buscando desde que hizo su estreno oficial en Colo-Colo. Debutó el 30 de julio ante San Marcos de Arica, jugando los 90'. Durante su estadía en el elenco huaicochero disputó 14 partidos, todos ellos como titular, anotando un gol ante Puerto Montt en la última fecha del Torneo de Transición de la Primera B.

### Rangers de Talca
El 22 de diciembre de 2017, se hizo oficial la incorporación del jugador formado en Colo-Colo a Rangers de Talca, en calidad de préstamo, por toda la temporada 2018, para reforzar la zaga del conjunto piducano. Luego de sus primeros entrenamientos, el defensor declaró sentirse cómodo en el club, tras la buena recepción que tuvo por parte de sus compañeros y del cuerpo técnico encabezado por Leonardo Zamora.

## Estadísticas
| Club                                                                         | Div.             | Temporada        | Liga  | Liga  | Copas nacionales(1) | Copas nacionales(1) | Copas internacionales(2) | Copas internacionales(2) | Total | Total |
| Club                                                                         | Div.             | Temporada        | Part. | Goles | Part.               | Goles               | Part.                    | Goles                    | Part. | Goles |
| ---------------------------------------------------------------------------- | ---------------- | ---------------- | ----- | ----- | ------------------- | ------------------- | ------------------------ | ------------------------ | ----- | ----- |
| Colo-Colo 'B' · Chile                                                        | 3.ª              | 2012             | 11    | 0     | —                   | —                   | —                        | —                        | 11    | 0     |
| Colo-Colo 'B' · Chile                                                        | 3.ª              | 2013             | 1     | 0     | —                   | —                   | —                        | —                        | 1     | 0     |
| Colo-Colo 'B' · Chile                                                        | 3.ª              | 2013-14          | 6     | 0     | —                   | —                   | —                        | —                        | 6     | 0     |
| Colo-Colo 'B' · Chile                                                        | Total club       | Total club       | 18    | 0     | 0                   | 0                   | 0                        | 0                        | 18    | 0     |
| Colo Colo · Chile                                                            | 1.ª              | 2015-16          | 1     | 0     | —                   | —                   | —                        | —                        | 1     | 0     |
| Colo Colo · Chile                                                            | 1.ª              | 2016             | —     | —     | 1                   | 0                   | —                        | —                        | 1     | 0     |
| Colo Colo · Chile                                                            | Total club       | Total club       | 1     | 0     | 1                   | 0                   | 0                        | 0                        | 2     | 0     |
| Deportes Antofagasta · Chile                                                 | 1.ª              | 2016-17          | —     | —     | —                   | —                   | —                        | —                        | 0     | 0     |
| Deportes Antofagasta · Chile                                                 | Total club       | Total club       | 0     | 0     | 0                   | 0                   | 0                        | 0                        | 0     | 0     |
| Barnechea · Chile                                                            | 2.ª              | 2017             | 14    | 1     | —                   | —                   | —                        | —                        | 14    | 1     |
| Rangers · Chile                                                              | 2.ª              | 2018             | 9     | 0     | 2                   | 0                   | —                        | —                        | 11    | 0     |
| Rangers · Chile                                                              | Total club       | Total club       | 9     | 0     | 2                   | 0                   | 0                        | 0                        | 11    | 0     |
| Barnechea · Chile                                                            | 2.ª              | 2019             | 22    | 0     | 5                   | 1                   | —                        | —                        | 27    | 1     |
| Barnechea · Chile                                                            | Total club       | Total club       | 36    | 1     | 5                   | 1                   | 0                        | 0                        | 41    | 2     |
| Palestino · Chile                                                            | 1.ª              | 2020             | 8     | 0     | 0                   | 0                   | 1                        | 0                        | 9     | 0     |
| Palestino · Chile                                                            | Total club       | Total club       | 8     | 0     | 0                   | 0                   | 1                        | 0                        | 9     | 0     |
| Total en carrera                                                             | Total en carrera | Total en carrera | 72    | 1     | 8                   | 0                   | 1                        | 0                        | 81    | 2     |
| (1) Incluye datos de Copa Chile. (3) No incluye goles en partidos amistosos. |                  |                  |       |       |                     |                     |                          |                          |       |       |